# Cesare Polacco
Cesare Polacco (Venezia, 14 maggio 1900 – Roma, 2 marzo 1986) è stato un attore e doppiatore italiano.

## Biografia
Cesare Polacco nacque a Venezia il 14 maggio del 1900 in una famiglia ebraica, figlio di Davide Polacco e di Rosa Trevi. Esordì a teatro nel 1920 con la compagnia teatrale di Emilio Zago, interpretandovi gran parte del repertorio goldoniano, da La casa nova a Il burbero benefico. Successivamente, entrò a far parte della compagnia veneziana di Gianfranco Giachetti, che spaziava dal repertorio in italiano a quello in dialetto veneto. Nel 1928 si trasferì a Roma, dove recitò dapprima nella compagnia di Alda Borelli e in seguito in quelle di Tatiana Pavlova e Virgilio Talli. Nel 1938, con la promulgazione delle leggi razziali da parte del regime fascista, la sua carriera artistica subì un drastico rallentamento, costringendolo ad operare sotto falsa identità.
Al termine della seconda guerra mondiale, poté riprendere a lavorare alla luce del sole, trovando scritture soprattutto alla radio. Pur con una lunga gavetta in teatro e nel cinema rimase ai margini in entrambi i settori, relegato inesorabilmente anche dal suo fisico asciutto, non da giovane primattore, a ruoli marginali di secondo o terzo piano, senza poter accedere alla notorietà, venendo richiesto per incarnare quasi sempre personaggi spregevoli, viscidi, assassini su commissione, traditori, vigliacchi, falsi, tutti però resi con grande senso della misura e adesione al ruolo, tanto da farlo considerare uno dei caratteristi più apprezzati del cinema e del teatro italiani.

Cesare Polacco in un Carosello del 1959

Dopo una lunga militanza in compagnie teatrali di prim'ordine, nella seconda metà degli anni sessanta entrò a far parte del prestigioso Piccolo Teatro di Milano, recitando in alcune opere dirette da Strehler come Coriolano (1957), Platonov (1959), La visita della vecchia signora (1960) e in quattro spettacoli brechtiani di grande successo quali L'anima buona di Sezuan (1958), L'opera da tre soldi (1960), Vita di Galileo (1963), Santa Giovanna dei Macelli (1970).
Così come sono secondari i ruoli sostenuti sul palcoscenico, altrettanto lo sono quelli ricoperti sul grande schermo, dove l'attore prese parte a numerose pellicole, principalmente di genere bellico o avventuroso, ma talvolta anche comico-brillanti. In possesso di una bella voce, si dedicò pure al doppiaggio, prestandola per attori di ottima tempra e caratteristi stranieri come Howard Da Silva ne La dalia azzurra, Chill Wills ne Le ragazze di Harvey, Jack Carson in Palcoscenico, Louis Calhern in Notorious - L'amante perduta, Richard Boone ne L'uomo senza paura, senza dimenticare Aldo Silvani, ottimo doppiatore a sua volta, nel ruolo del signor Giraffa ne La strada di Federico Fellini, probabilmente voluto dal regista riminese per assicurare al personaggio una credibile cadenza veneta. Per la Disney prestò la voce a Gongolo in Biancaneve e i sette nani (edizione del 1938).
La popolarità presso il grande pubblico giunse per Cesare Polacco con l'interpretazione, ricca di umorismo e ironia, dell'ispettore Rock nei "mini-gialli" dei Caroselli girati tra il 1957 e il 1968, dove alla fine, in risposta al suo fedele assistente (interpretato dall'attore Giuliano Isidori) che gli dice stentoreo: "Lei è un fenomeno, ispettore. Non sbaglia mai!", Polacco si toglie con studiata lentezza il cappello, esibendo il suo cranio calvo e pronunciando una frase rimasta celebre nella storia della pubblicità televisiva: "Non è esatto! Anch'io ho commesso un errore, non ho mai usato la brillantina Linetti".
In televisione apparve anche come attore, sempre in ruoli marginali, in sceneggiati come La figlia del capitano (1965) di Leonardo Cortese, I promessi sposi (1967) di Sandro Bolchi, nella breve, ma memorabile parte del Conte zio, Le mie prigioni (1968) e I fratelli Karamazov (1969), tutti diretti da Sandro Bolchi, oltre all'episodio Il tredicesimo coltello diretto da Camillo Mastrocinque per la serie Le avventure di Laura Storm (1966).
Sposato con l'attrice Eugenia Zorn, dalla quale ebbe tre figlie, Elena, Arduina e Marina, rimasto vedovo nel 1940, sposò in seconde nozze nel 1947 Clelia Bernacchi. Morì in seguito alle complicazioni di una broncopolmonite la mattina del 2 marzo 1986, all'età di 85 anni, in una clinica di Roma, dove era ricoverato da tempo a causa di una caduta. È sepolto nel settore ebraico del cimitero del Verano.

## Filmografia

### Cinema
- Teresa Confalonieri, regia di Guido Brignone (1934)
- Freccia d'oro, regia di Piero Ballerini e Corrado D'Errico (1935)
- Amo te sola, regia di Mario Mattoli (1935)
- Lo squadrone bianco, regia di Augusto Genina (1936)
- Fermo con le mani, regia di Gero Zambuto (1937)
- Il fu Mattia Pascal, regia di Pierre Chenal (1937)
- Stasera alle undici, regia di Oreste Biancoli (1937)
- Animali pazzi, regia di Carlo Ludovico Bragaglia (1939)
- Ballo al castello, regia di Max Neufeld (1939)
- Il fornaretto di Venezia, regia di Duilio Coletti (1939)
- Mille lire al mese, regia di Max Neufeld (1939)
- Torna caro ideal, regia di Guido Brignone (1939)
- Ultima fiamma (La última falla), regia di Benito Perojo (1940)
- Il ponte dei sospiri, regia di Mario Bonnard (1940)
- Il signore della taverna, regia di Amleto Palermi (1940)
- Manon Lescaut, regia di Carmine Gallone (1940)
- Melodie eterne, regia di Carmine Gallone (1940)
- L'assedio dell'Alcazar, regia di Augusto Genina (1940)
- Kean, regia di Guido Brignone (1940)
- Boccaccio, regia di Marcello Albani (1940)
- Il bazar delle idee, regia di Marcello Albani (1941)
- La forza bruta, regia di Carlo Ludovico Bragaglia (1941)
- Il prigioniero di Santa Cruz, regia di Carlo Ludovico Bragaglia (1941)
- Marco Visconti, regia di Mario Bonnard (1941)
- Il mercante di schiave, regia di Duilio Coletti (1942)
- Fedora, regia di Camillo Mastrocinque (1942)
- Noi vivi, regia di Goffredo Alessandrini (1942)
- Addio Kira!, regia di Goffredo Alessandrini (1942)
- O sole mio, regia di Giacomo Gentilomo (1946)
- L'adultera, regia di Duilio Coletti (1946)
- Un uomo ritorna, regia di Max Neufeld (1946)
- Aquila nera, regia di Riccardo Freda (1946)
- Furia, regia di Goffredo Alessandrini (1947)
- Fifa e arena, regia di Mario Mattoli (1948)
- Il grido della terra, regia di Duilio Coletti (1948)
- L'ebreo errante, regia di Goffredo Alessandrini (1948)
- La sepolta viva, regia di Guido Brignone (1949)
- Il trovatore, regia di Carmine Gallone (1949)
- Totò cerca casa, regia di Mario Monicelli e Steno (1949)
- Al diavolo la celebrità, regia di Mario Monicelli e Steno (1949)
- Totò sceicco, regia di Mario Mattoli (1950)
- Clandestino a Trieste, regia di Guido Salvini (1951)
- La prigioniera di Amalfi, regia di Giorgio Cristallini (1954)
- La campana di San Giusto, regia di Mario Amendola e Ruggero Maccari (1954)
- Rigoletto e la sua tragedia, regia di Flavio Calzavara (1956)
- Tipi da spiaggia, regia di Mario Mattoli (1959)
- L'impiegato, regia di Gianni Puccini (1960)
- Rosmunda e Alboino, regia di Carlo Campogalliani (1961)
- I due della legione, regia di Lucio Fulci (1962)

### Televisione
- Biblioteca di Studio Uno, regia di Antonello Falqui (1964)
- La figlia del capitano, regia di Leonardo Cortese (1965)
- Le avventure di Laura Storm, episodio Il tredicesimo coltello, regia di Camillo Mastrocinque (1966)
- I promessi sposi, regia di Sandro Bolchi (1967)
- Le mie prigioni, regia di Sandro Bolchi (1968)
- I fratelli Karamazov, regia di Sandro Bolchi (1969)
- Il Leone di San Marco, regia di Alda Grimaldi - miniserie TV (1969)
- La giostra, di Massimo Dursi, regia di Sandro Bolchi (1972)
- Anna Karenina, regia di Sandro Bolchi (1974)

## Il teatro di prosa
- Detective story, tre atti di Sidney Kingsley, regia di Luigi Squarzina, prima al Teatro Valle di Roma il 30 gennaio 1951.

## Prosa radiofonica

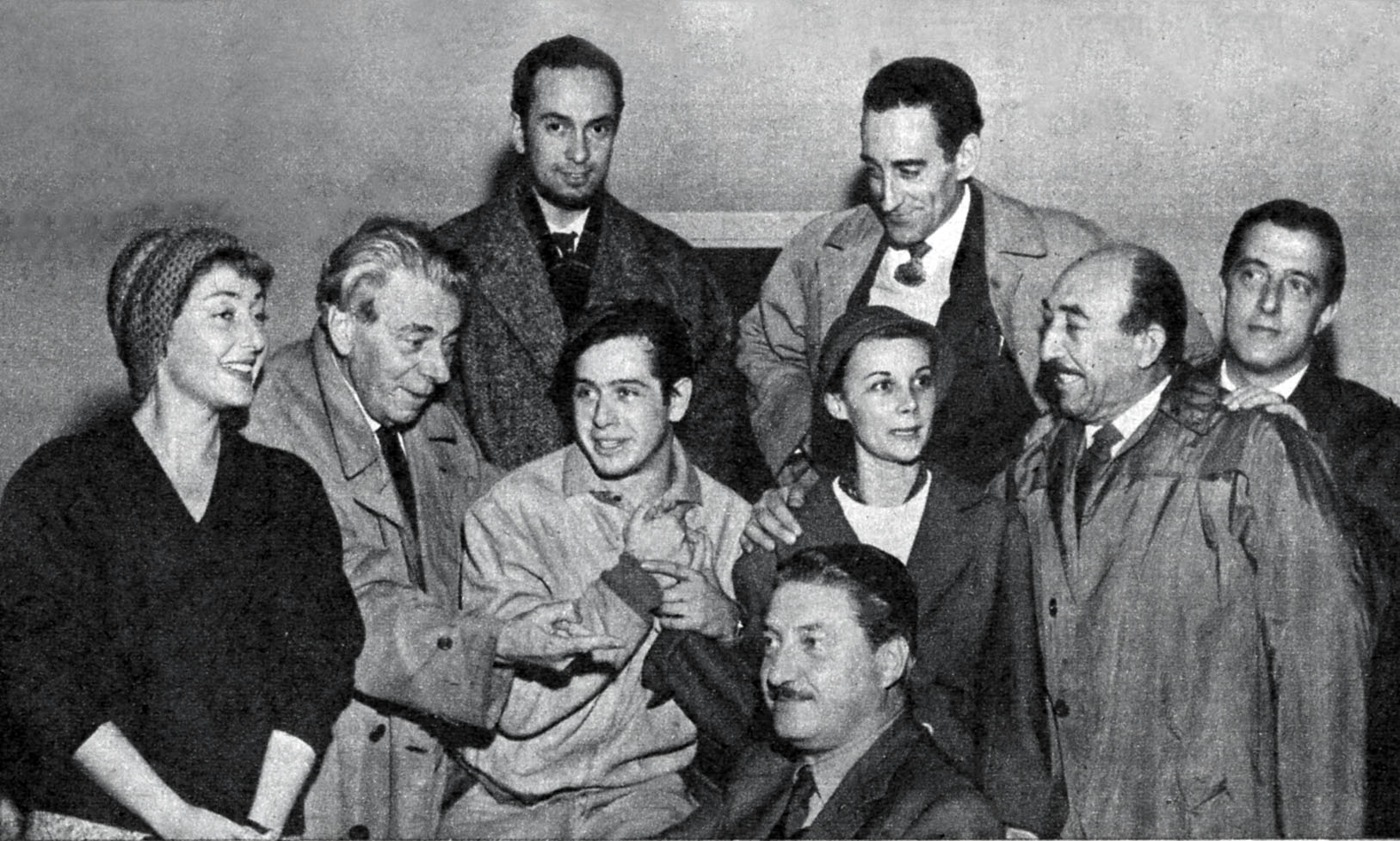
Marisa Mantovani, Aldo Silvani, Franco Graziosi, Corrado Pani, Anton Giulio Majano, Valentina Fortunato, Roberto Bertea, Cesare Polacco e Giampaolo Rossi negli studi Radio Rai nel 1957

- Romeo e Giulietta, di William Shakespeare, regia Guido Salvini (1951)
- Gli interessi creati di Giacinto Benavente, regia di Guglielmo Morandi, trasmessa il 22 aprile 1955
- Il destino di chiamarsi Zadig, di Antonio Passaro, regia di Anton Giulio Majano, trasmessa il 18 giugno 1956
- Il re degli uomini di venerdì, di Michael O'Molloy, regia di Sandro Bolchi, trasmessa il 16 agosto 1956
- Il furfantello dell'Ovest, di John Millington Synge, regia di Anton Giulio Majano, trasmessa il 27 novembre 1957
- Daniele fra i leoni, di Guido Cantini, regia di Anton Giulio Majano, trasmessa il 28 aprile 1958
- Pronto chi spara?, di Carletto Manzoni, regia di Nino Meloni, trasmessa nel 1960
- Il mercante di Venezia, di William Shakespeare, regia di Flaminio Bollini, trasmessa il 1 gennaio 1961
- Io e la tromba, commedia di Eugène Labiche, regia di Enrico Colosimo, trasmessa il 25 maggio 1961

## Doppiaggio

### Cinema
- Ward Bond in Via col vento, Sfida infernale, Un uomo tranquillo, Johnny Guitar, Sentieri selvaggi, Lo squalo tonante, Ballata selvaggia, I conquistatori, Neve rossa, L'avamposto degli uomini perduti, La gioia della vita, La nave matta di Mister Roberts
- Anthony Quinn in Il mondo nelle mie braccia, Contro tutte le bandiere, Seminole, Cavalca vaquero!, Ad est di Sumatra, La tua pelle brucia
- Chill Wills in Le ragazze di Harvey, Il cucciolo, Rio Bravo, La ribelle del sud, L'arma della gloria, Terra selvaggia
- Douglas Spencer in Il tempo si è fermato, Il messaggio del rinnegato, Un posto al sole, Il mago Houdini
- Aldo Silvani in Abbasso la miseria!, Due lacrime, La strada
- Boris Karloff in Scarface - Lo sfregiato, La moglie di Frankenstein, L'usurpatore
- Mike Mazurki in Gli invincibili, Le vie della città
- Buster Keaton in Viale del tramonto, Luci della ribalta
- Reginald Owen in La signora Miniver, Pomi d'ottone e manici di scopa
- Howard Da Silva in I forzati del mare, La dalia azzurra
- Louis Calhern in Notorious - L'amante perduta
- Morris Ankrum in Gli amanti della città sepolta
- Kurt Katch in La bandiera sventola ancora
- Robert Armstrong in La croce di fuoco
- Robert Barrat in La carica dei seicento
- Alexis Chesnakov in Il terzo uomo
- Alan Reed in Viva Zapata!
- William Haade in La via dei giganti, L'isola di corallo
- Clinton Rosemond in Il carnevale della vita
- Dooley Wilson in Casablanca
- Wryley Birch in È arrivata la felicità
- Anthony Warde in La finestra sul cortile
- Anthony Ross in Romantico avventuriero
- John Doucette in Il selvaggio
- Finlay Currie in Il giro del mondo in 80 giorni
- Lew Payton in Figlia del vento
- Neville Brand in Stalag 17 - L'inferno dei vivi
- Arthur Hunnicutt in La linea francese
- Raymond Greenleaf in L'ultima minaccia
- Everett Glass in La maschera di porpora
- Henry Hull in La fonte meravigliosa
- Harry Wilson in A qualcuno piace caldo
- Bert Freed in Pietà per i giusti
- Jay Adler in Rapina a mano armata
- Reginald Sheffield in Duello sulla Sierra Madre
- Eduard Franz in La lancia che uccide
- Howland Chamberlain in Forza bruta
- Arthur Aylesworth in La conquista del West
- Julius Harris in Shaft colpisce ancora
- Lewis Martin in L'asso nella manica
- John Dierkes in Il cavaliere della valle solitaria
- Mario Siletti in La città è salva
- Max Baer in Il colosso d'argilla
- Robert J. Wilke in Come le foglie al vento
- Houseley Stevenson in La fuga
- Charles Dingle in Lo stato dell'Unione
- Tom Fadden in Partita d'azzardo
- Al Bridge in Sul fiume d'argento
- Edgar Kennedy in San Francisco
- Tom Kennedy in Il compagno B
- Murvyn Vye in La magnifica preda
- Lon Chaney Jr. in Giubbe rosse, Il cervello di Frankenstein
- Ray Teal in Il grande Gatsby
- Grant Mitchell in Mr. Smith va a Washington
- Guinn Williams in I pascoli dell'odio
- Jacques Mancier in Il capitano della legione
- J. Carrol Naish in Perdutamente
- William Conrad in I gangsters
- Chief Yowlachie in Il fiume rosso
- Walter Long in Muraglie
- Aristide Garbini in La fornarina
- Tommaso "Maso" Cerisola in La spiaggia
- Nicola Maldacea in Ecco la felicità
- Cesare Chiantoni in Gente felice
- Fortunato Arena in ...e poi lo chiamarono il Magnifico
- Peppino De Martino in Don Camillo
- Lionel Stander in C'era una volta il West
- Richard Cramer in C'era una volta un piccolo naviglio
- Russ Brown in Anatomia di un omicidio
- José Jaspe in I senza Dio
- George Tobias in La città del peccato
- Vernon Dobtcheff in Il messia
- E. Alyn Warren in Sono innocente
- Victor Kilian in Vento selvaggio
- Carlo Micheluzzi in La moglie è uguale per tutti
- Adrian Morris in Un povero milionario
- Lorne Greene in Il calice d'argento
- Michael Pate in Il segreto degli Incas
- Will Wright in La città del piacere
- Robert J. Wilke in La freccia insanguinata
- Hank Mann in Un giorno a New York
- Jack Pennick in Bill sei grande!
- Allan Jeayes in Il ladro di Bagdad
- George Givot in Aprile a Parigi
- Harry Woods in Romanzo nel West
- Dick Wessel in L'angelo nero
- Giulio Battiferri in Dagli Appennini alle Ande, La fortuna viene dal cielo
- James C. Morton in Fra Diavolo
- James Millican in Il cacciatore di fortuna
- Julio Peña in I magnifici Brutos del West
- Horace McMahon in Viaggio al pianeta Venere
- Giorgio Salvioni in Lo sceicco bianco
- Voce narrante in Un uomo tranquillo, Il ladro di Bagdad

### Film d'animazione
- Gongolo in Biancaneve e i sette nani (doppiaggio originale del 1938)
- Imbonitore #2 in Pinocchio
- Corvo 4 in Dumbo - L'elefante volante
- Scoiattolo in Bambi (doppiaggio originale del 1948)
- Araldo in Alice nel Paese delle Meraviglie
- Denteduro in Le avventure di Peter Pan (doppiaggio originale del 1953)